# Matej Mohorič
Matej Mohorič (Podblica, 19 oktober 1994) is een Sloveens wielrenner.

## Carrière
Mohorič begon zijn wielercarrière bij de ploeg Sava. Hij werd wereldkampioen op de weg bij de junioren in 2012 en bij de beloften in 2013.
In 2016 nam Mohorič namens Slovenië deel aan de wegwedstrijd op de Olympische Spelen in Rio de Janeiro, maar reed deze niet uit. In 2017 won hij de zevende etappe in de Ronde van Spanje en in 2018 de tiende etappe in de Ronde van Italië. Na zijn winst in de zevende etappe van de Ronde van Frankrijk in 2021 trad hij toe tot het beperkte groepje wielrenners dat in alle drie de grote rondes een etappe wist te winnen.
In 2018 en 2021 werd hij Sloveens kampioen op de weg. Ook won hij dat jaar de BinckBank Tour en de Ronde van Duitsland.

## Overwinningen
2012
Eindklassement Ronde van Opper-Oostenrijk, Junioren
Eindklassement Giro della Lunigiana, Junioren
1e, 2e, 4e en 5e etappe Giro di Basilicata, Junioren
Eind-, punten- en bergklassement Giro di Basilicata, Junioren
 Wereldkampioen op de weg, Junioren
2013
 Wereldkampioen op de weg, Beloften
2016
6e etappe Ronde van Hainan
2017
7e etappe Ronde van Spanje
Hong Kong Challenge
2018
GP Industria & Artigianato-Larciano
10e etappe Ronde van Italië
 Sloveens kampioen op de weg, Elite
1e etappe Ronde van Oostenrijk
 Eindklassement BinckBank Tour
3e etappe Ronde van Duitsland
Eind-, punten- en jongerenklassement Ronde van Duitsland
2019
7e etappe Ronde van Polen
2021
Puntenklassement Ronde van Slovenië
 Sloveens kampioen op de weg, Elite
7e en 19e etappe Ronde van Frankrijk
7e etappe Benelux Tour
2022
Milaan-San Remo
Eindklassement CRO Race
2023
5e etappe Ronde van Slovenië
19e etappe Ronde van Frankrijk
2e etappe Ronde van Polen
Eind- en puntenklassement Ronde van Polen
5e etappe Renewi Tour
4e etappe CRO Race
2024
2e etappe Ronde van Valencia

## Resultaten in voornaamste wedstrijden
| Jaar | Ronde van Italië | Ronde van Frankrijk | Ronde van Spanje |
| ---- | ---------------- | ------------------- | ---------------- |
| 2014 |                  |                     |                  |
| 2015 |                  |                     | opgave           |
| 2016 | 97e              |                     |                  |
| 2017 | 135e             |                     | 30e (1)          |
| 2018 | 30e (1)          |                     |                  |
| 2019 |                  | 119e                |                  |
| 2020 |                  | 76e                 | opgave           |
| 2021 | opgave           | 31e (2)             |                  |
| 2022 |                  | 86e                 |                  |
| 2023 |                  | 72e (1)             |                  |
| 2024 |                  | 127e                |                  |
| 2025 |                  | 126e                |                  |

| Jaar | Milaan-San Remo | Gent-Wevelgem | Ronde van Vlaanderen | Parijs-Roubaix | Amstel Gold Race | Luik-Bast.‑Luik | Ronde van Lombardije | Waalse Pijl | Strade Bianche | Clásica San Sebastián |  | WK op de weg |  | Wereldranglijsten |
| ---- | --------------- | ------------- | -------------------- | -------------- | ---------------- | --------------- | -------------------- | ----------- | -------------- | --------------------- |  | ------------ |  | ----------------- |
| 2014 |                 |               |                      |                | 112e             | 127e            |                      | 137e        |                |                       |  |              |  |                   |
| 2015 |                 |               |                      |                | opgave           | opgave          |                      | opgave      |                |                       |  |              |  | 669e (UWR)        |
| 2016 |                 |               |                      |                | 99e              |                 |                      |             |                |                       |  |              |  | 869e (UWR)        |
| 2017 | 57e             |               |                      |                | 86e              | 93e             |                      | 127e        | 80e            |                       |  | 91e          |  | 117e (UWT)        |
| 2018 | 25e             |               |                      |                |                  |                 | 56e                  |             | 11e            |                       |  | opgave       |  | 59e (UWT)         |
| 2019 | 5e              | 9e            |                      | 70e            | 46e              | 36e             |                      | 49e         |                |                       |  | opgave       |  | 95e (UWR)         |
| 2020 | 10e             |               |                      |                |                  | 4e              |                      | 25e         | 19e            |                       |  |              |  | 86e (UWR)         |
| 2021 | 11e             |               |                      | opgave         | 9e               | 10e             | opgave               | 57e         | 56e            | ↑                     |  | 14e          |  | 12e (UWR)         |
| 2022 | ↑               | 9e            | 21e                  | 5e             | 13e              | 37e             | 61e                  |             | opgave         | opgave                |  |              |  | 28e (UWR)         |
| 2023 | 8e              | 43e           | opgave               | 29e            | 33e              | 40e             |                      | 23e         | 6e             |                       |  |              |  | 20e (UWR)         |
| 2024 | 6e              | 13e           | opgave               |                |                  |                 | 111e                 |             | 5e             |                       |  |              |  |                   |
| 2025 | 100e            | opgave        | 21e                  | opgave         |                  |                 |                      |             | opgave         |                       |  |              |  |                   |

### Resultaten in kleinere rittenkoersen
| Jaar | Tour Down Under | Tirreno-Adriatico | Ronde van Catalonië | Ronde van het Baskenland | Ronde van Romandië | Critérium du Dauphiné | Ronde van Zwitserland | Renewi Tour | Ronde van Polen | Ronde van Guangxi | Ronde van Slovenië |
| ---- | --------------- | ----------------- | ------------------- | ------------------------ | ------------------ | --------------------- | --------------------- | ----------- | --------------- | ----------------- | ------------------ |
| 2013 |                 |                   |                     |                          |                    |                       |                       |             |                 |                   | 26e                |
| 2014 | 89e             |                   |                     |                          | opgave             |                       |                       |             |                 | 63e               |                    |
| 2015 |                 |                   |                     | 87e                      |                    |                       | 73e                   |             | 70e             |                   |                    |
| 2016 |                 |                   | 117e                |                          | 62e                |                       |                       |             | opgave          | 46e               |                    |
| 2017 |                 | 73e               |                     | 87e                      |                    |                       | 58e                   |             | 60e             | 6e                |                    |
| 2018 |                 |                   | 20e                 |                          |                    |                       |                       | ↑           |                 |                   | ↑                  |
| 2019 |                 | 17e               |                     |                          |                    |                       | 62e                   |             | 27e (1)         |                   |                    |
| 2020 |                 |                   |                     |                          |                    | 55e                   |                       |             |                 |                   |                    |
| 2021 |                 |                   | 50e                 |                          |                    |                       |                       | ↑ (1)       | ↑               | 7e                |                    |
| 2022 |                 |                   |                     |                          |                    |                       |                       |             | 15e             |                   |                    |
| 2023 |                 |                   |                     |                          |                    |                       |                       | 7e (1)      | ↑ (1)           |                   | ↑ (1)              |
| 2024 |                 |                   |                     |                          |                    |                       |                       | 8e          | 6e              |                   | 36e                |
| 2025 |                 |                   |                     |                          |                    |                       | 63e                   |             |                 |                   |                    |

## Gravelrace
2023
 Wereldkampioenschap gravelrace

## Ploegen
- 2013 –  Sava
- 2014 –  Cannondale
- 2015 –  Team Cannondale-Garmin
- 2016 –  Lampre-Merida
- 2017 –  UAE Team Emirates[1]
- 2018 –  Bahrain-Merida
- 2019 –  Bahrain-Merida
- 2020 –  Bahrain McLaren
- 2021 –  Bahrain-Victorious
- 2022 –  Bahrain-Victorious
- 2023 –  Bahrain Victorious
- 2024 –  Bahrain Victorious
- 2025 –  Bahrain Victorious

Basso · Bennett · Bettiol · Bodnar · Boivin · Caruso · De Marchi · Formolo · Gatto · King · Koch · Koren · Krizek · Longo Borghini · Marangoni · Marcato · Marino · Mohorič · Moser · Ratto · Sabatini · J. Sagan · P. Sagan · Salerno · Sarmiento · Villella · Viviani · Wurf
Acevedo · van Baarle · Bauer · Bettiol · Brown · Cardoso · Danielson · Dombrowski · Formolo · Haas · Hesjedal · Howes · T.King · B.King · Koren · Langeveld · Marangoni · Martin · Mohorič · Moser · Navardauskas · Norman Hansen · Skjerping · Slagter · Talansky · Villella · Zepuntke · Bovenhuis (stagiair) · Mullen (stagiair)
Arashiro · Bono · Cattaneo · Cimolai · Conti · M. Costa · R. Costa · Đurasek · Feng · Ferrari · Grmay · Kasjavy · Kump · Meintjes · Modolo · Mohorič · Mori · Niemiec · Petilli · Pibernik · Polanc · Ulissi · Xu · Zurlo · Masnada (stagiair) · Ravasi (stagiair) · Troia (stagiair)
Aït el Abdia · Atapuma · Bono · Consonni · Conti · Costa · Đurasek · Ferrari · Ganna · Guardini · Kump · Laengen · Marcato · Meintjes · Mirza · Modolo · Mohorič · Mori · Niemiec · Petilli · Polanc · Ravasi · Swift · Troia  · Ulissi · Zurlo · Lizde (stagiair) · Raboesjenka (stagiair) · Romano (stagiair)
Agnoli · Arashiro · Boaro · Bole · Bonifazio · Božič · Colbrelli · Feng · García · Gasparotto · Haussler · G. Izagirre · J. Izagirre · Koren · Mohorič · Navardauskas · A. Nibali · V. Nibali · Novak · Padoen · Pellizotti · Per · Pernsteiner · Pibernik · Pozzovivo · Siwtsow · Visconti · Wang
Agnoli · Arashiro · Bauhaus · Bole · Caruso · Colbrelli · Dennis     · Feng · García · Garosio · Haussler · Koren · Mohorič · A. Nibali · V. Nibali · Novak · Padoen · Pernsteiner · Pibernik · Pozzovivo · Sieberg · Teuns · Tratnik · Wang · Williams
Arashiro · Battaglin · Bauhaus · Bilbao · Bole · Buitrago · Capecchi · Caruso · Cavendish · Colbrelli · Davies · Feng · García Cortina · Haller · Haussler · Inkelaar · Landa · Mohorič · Novak · Padoen · Pernsteiner · Pibernik · Poels · Sieberg · Teuns · Tratnik · Valls · Williams · Wright
Arashiro · Bauhaus · Bilbao · Buitrago · Capecchi · Caruso · Colbrelli  · Davies · Feng · Jack · Haller · Haussler · Inkelaar · Landa · Madan · Mäder · Milan· Mohorič · Novak · Padoen · Pernsteiner · Poels · Sieberg · Teuns · Tratnik · Valls · Williams · Wright
Arashiro · Bauhaus · Bilbao · Buitrago · Caruso · Colbrelli · Feng · Govekar (vanaf 1/6) · Gradek · Haig · Haussler · Landa · Maciejuk · Madan · Mäder · Milan· Mohorič · Novak · Osorio (tot 31/3) · Pernsteiner · Poels · Price-Pejtersen · Sánchez · Sütterlin · Teuns (tot 4/8) · Tratnik · Williams · Wright · Zambanini · Miholjević (stagiair)
Arashiro · Arndt · Bauhaus · Bilbao · Buitrago · Buratti (vanaf 12/4) · Caruso · Govekar · Gradek · Haig · Haussler (tot 7/4) · Kepplinger · Landa · Maciejuk · Madan · Mäder (overleden 16/7) · Miholjević · Milan· Mohorič · Pasqualon · Pernsteiner · Poels · Price-Pejtersen · Rajović · Scott · Sütterlin · Tiberi (vanaf 1/6) · Tu · Wright · Zambanini
Arashiro · Arndt · Bauhaus · Bilbao · Bruttomesso · Buitrago · Buratti · Caruso · Govekar · Gradek · Haig · Kepplinger · Madan · Miholjević · Mohorič · Pasqualon · Pickering · Poels · Price-Pejtersen · Rajović · Scott · Stannard (vanaf 19/8) · Sütterlin · Tiberi · Træen · Tu · Wiśniowski (vanaf 1/3) · Wright · Zambanini · Skerl (stagiair) · van der Meulen (stagiair) · Van Mechelen (stagiair)
Arndt · Bauhaus · Bilbao · Bruttomesso · Buitrago · Buratti · Caruso · Ermakov · Eržen · Eulálio · Govekar · Gradek · Haig · Kepplinger · Martinez · Miholjević · Mohorič · Paasschens · Pasqualon · Pickering · Skerl · Stannard · Stockwell · Tiberi · Træen · Tu · van der Meulen · Van Mechelen · Wright · Zambanini
- Virtual International Authority File: 706161938144839870002